# Kartownik

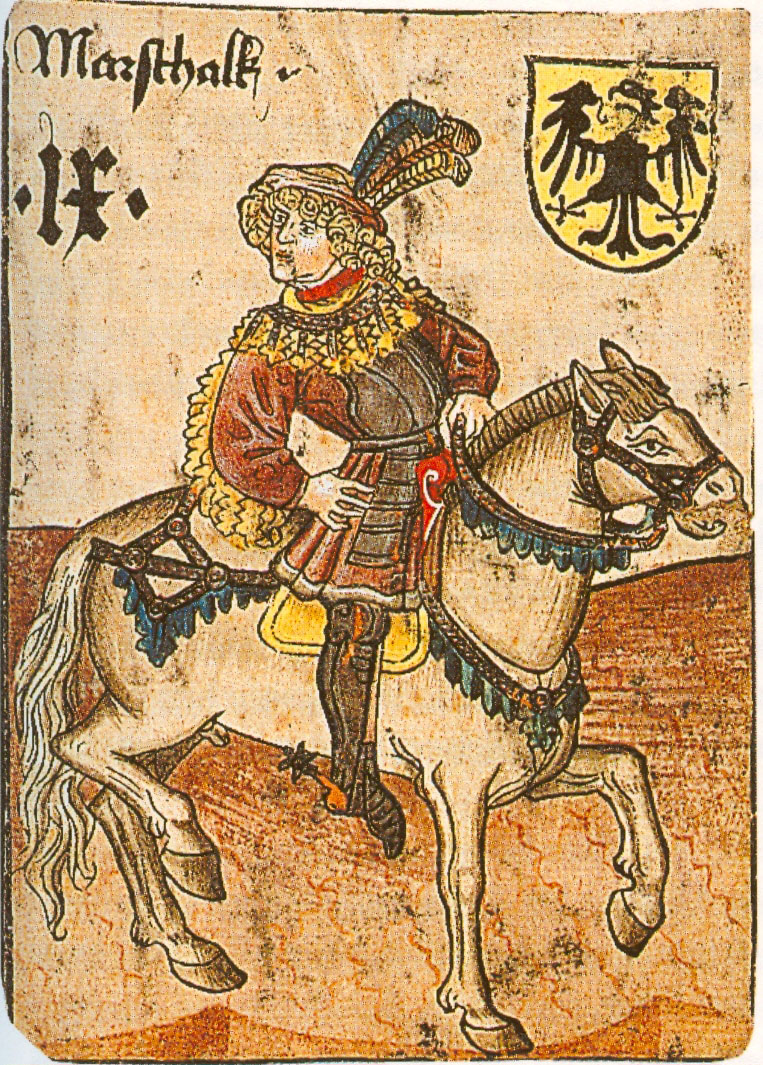
Niemiecka karta do gry z XV wieku

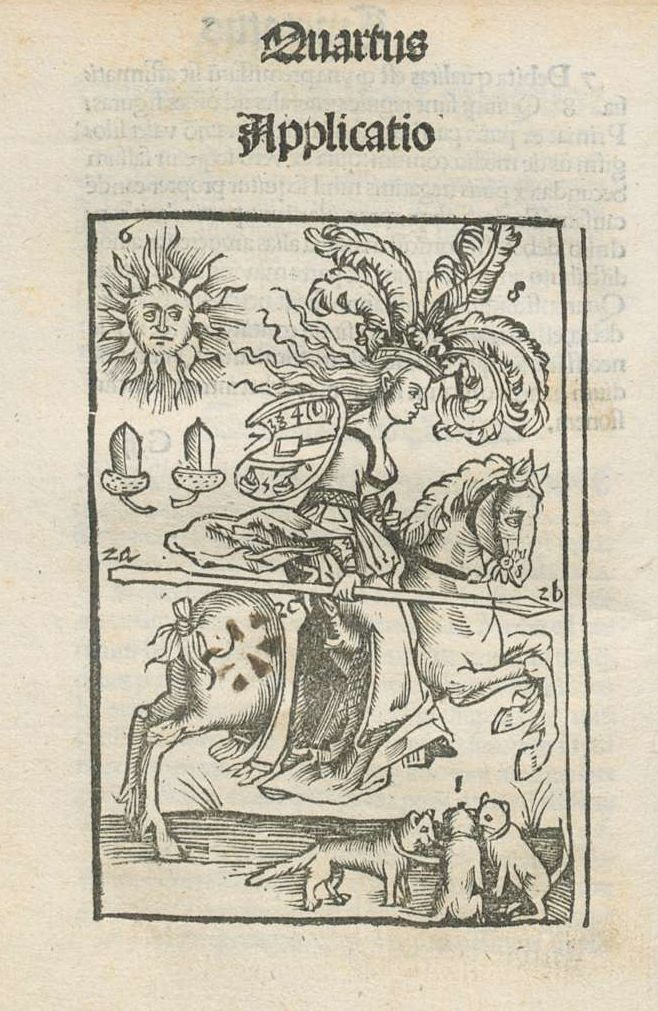
Thomas Murner, ilustracja z Logica memorativa, Kraków 1509

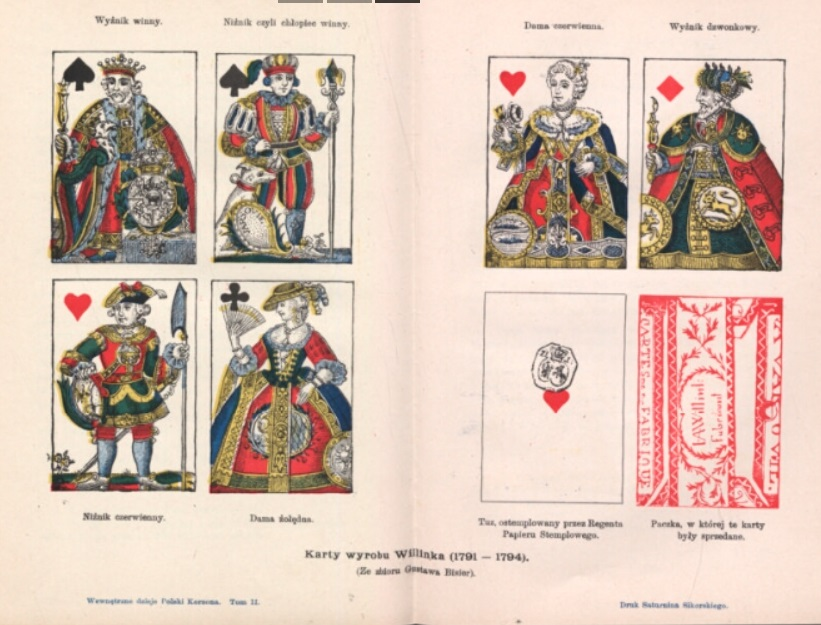
Z książki: Wewnętrzne Dzieje Polski za Stanisława Augusta / Tadeusz Korzon. - wyd. 2. - Tom. 2. - rozkładówka po str. 310.

Kartownik (łac. cartarius, chartarius, cartularius, niem. Kartenmacher) – dawniej rzemieślnik, artysta zajmujący się wytwarzaniem drukowanych i malowanych kart do gry i zabawy. Kartownicy, malarze kart, w Polsce od końca XV wieku do okresu przemysłowego zajmowali się wytwarzaniem papierowych kart przeznaczonych do gier karcianych czy wróżby.

## Pojawienie się kart do gry w Europie
Karty do gry są chińskim wynalazkiem datowanym na okres dynastii Tang, ok. IX w.; prawdopodobnie miały formę zarówno ręcznie malowaną, jak drukowaną. W XI w. Ouyang Xiu notował, że wzrost popularności gry w karty zachodził równocześnie ze zmianą formy książek, ze zwojów na kodeksy.
Karty do wróżby, taroka i gry mogły pojawić się w krajach Europy w XIII w. Joseph Needham uważa, że transmisja technik drukarskich, w tym wytwarzania kart, za pośrednictwem imperium mongolskiego w XIII w. nie została ostatecznie udowodniona, ale jest prawdopodobna. Najwcześniejsza data pojawienia się kart do gry w Europie (w Hiszpanii i Niemczech), według tego autora to 1377 rok. Dwa lata później są notowane także we Włoszech i Belgii.
Popularność kart zaczęła wzrastać w wieku XIV i wiązała się z upowszechnieniem produkcji papieru lnianego w krajach europejskich.

## Wytwarzanie kart w Europie
Początkowo karty były ręcznie malowane, złocone przez malarzy. Talia takich obrazków była bardzo droga. Francuski malarz w roku 1430 sprzedał księciu Mediolanu malowane karty za kwotę 1500 sztuk złota.
W XV wieku rysunek na kartach odbijano z wyciętych matryc drewnianych (odbitki ksylograficzne, drzeworyt) i kolorowano. Technika drukowania kart była początkiem dziejów drzeworytu i wyprzedziła wprowadzenie techniki druku Gutenberga. Z czasem pojawił się zawód wykrawacza form (Formschneider), który wycinał wzory na drewnianych matrycach drukarskich.
Kartownictwo było początkowo specjalizacją malarską, później przekształciło się w odrębny zawód. W Niemczech kartownicy działali na początku XV wieku w Ulm, Augsburgu i Norymberdze. W Antwerpii kartownicy należeli w 1442 roku do jednego cechu z malarzami.
Karty, ale także obrazki świętych i ilustracje, drukowano, odciskając tuszem, sporządzonym z sadzy i spoiwa na jednej stronie papieru, z wycinanych w twardym, (często gruszkowym) drewnie stempli, form ksylograficznych (gr. ξυλον, ksylon – drzewo, γραφο, graphō – piszę). Czarno-biała ilustracja była później kolorowana, początkowo ręcznie, później – poprzez wycinane stemplami formy zwane patronami. Odwrocie kart wykonywano z barwionego pstro marmurkowego papieru lub drukowano jednakowy obrazek. Same karty klejono z dwóch-trzech warstw papieru pod prasą i smarowano, lakierowano suchym mydłem. Pojedyncze karty na koniec były wycinane prawdopodobnie nożycami, które w zestawie narzędzi pojawiły się na pieczęciach kartowników.
We Francji nazywano kartowników – zależnie od etapu pracy – dominotiers (w związku z fabrykacją papieru pstrego, marmurkowego), feuilletiers (drukarze kart) i cartiers (wytwórcy). Kartownicy współpracowali z fabrykantami papieru i formkrawaczami. Pierwszy statut cechu kartowników pochodził z Rouen z 1540 roku. Cechy kartowników w XVI wieku rozwijały się razem z modą na grę w karty. W obronie praw kartowników w Rouen w XVII wieku wybuchły masowe zamieszki.

## Historia kartowników w Polsce

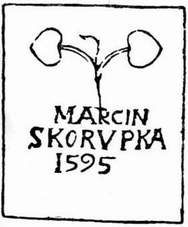
Sygnet drukarski Marcina Skorupki z końca XVI wieku

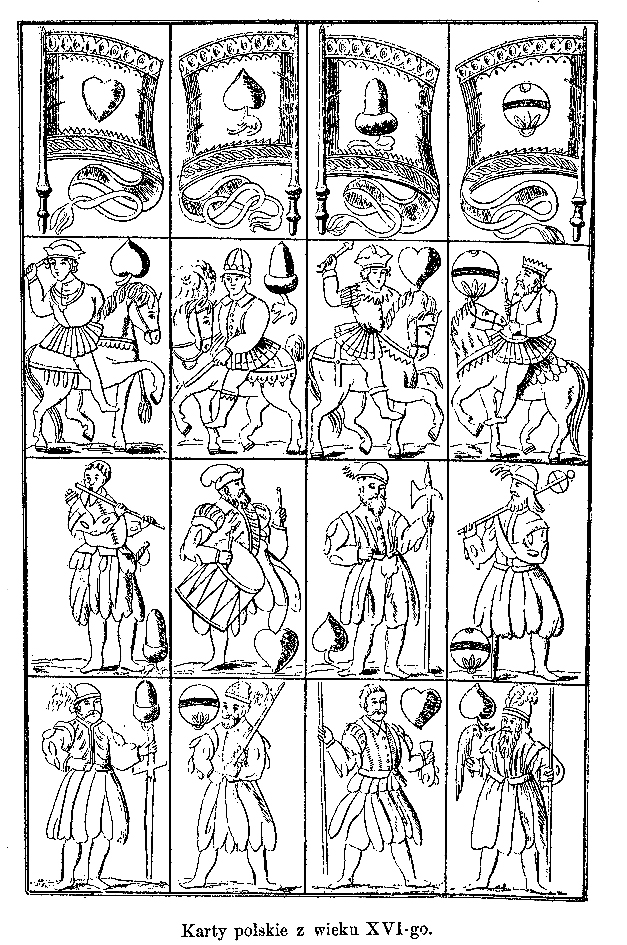
Anonimowe XVI-wieczne karty polskie

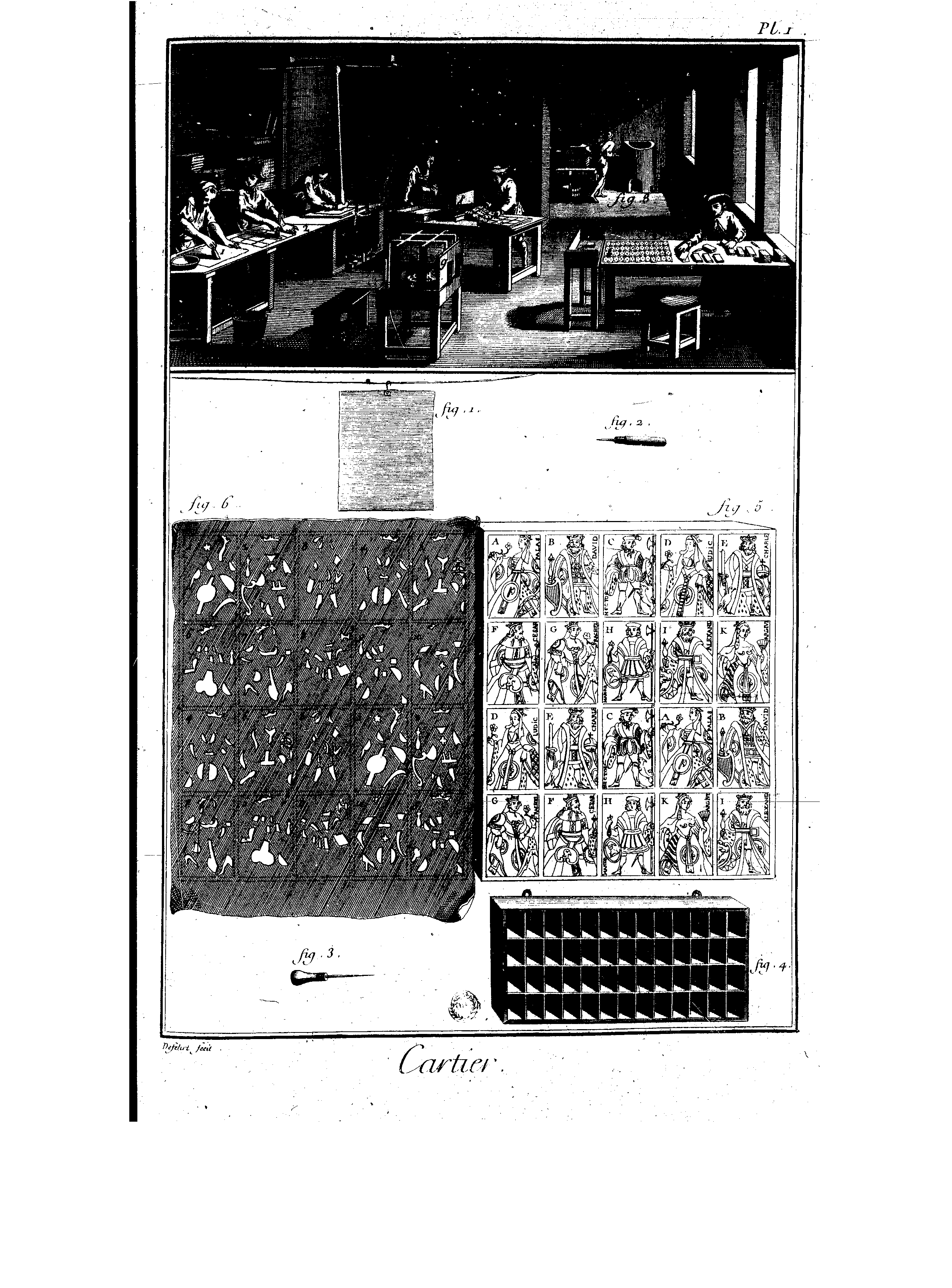
Pracownia kartowników i patrony do kolorowania kart, XVIII-wieczna rycina zamieszczona w Wielkiej Encyklopedii Francuskiej

Gra w karty pojawiła się w Polsce w XV wieku razem z gośćmi z Europy, mieszkańcami miast. Publikacja De Ludorum Abstinentia, wydana w 1456 roku w Krakowie, zabraniała gry w karty na Uniwersytecie Krakowskim. Nieco wcześniej, w 1453 roku, płomienne kazania w Krakowie wygłaszał franciszkanin Jan Kapistran, we Wrocławiu palił karty do gry z innymi zbytkownymi przedmiotami. Inny franciszkanin i filozof, Thomas Murner, około roku 1500 uczył w Krakowie logiki przy pomocy specjalnych kart swojego projektu, wykonanych zapewne w Strasburgu, w firmie swojego brata Beatusa Murnera, wyrzynacza form i drukarza.
Wzmianki o pierwszych kartownikach pojawiły się w dokumentach krakowskich pod koniec XV wieku prawie równocześnie z pierwszymi drukarzami i papiernikami: Hannus von Bunczel karthenmecher, kartownik, był związany z krakowskim papiernikiem Henrykiem i Paulus cartenmecher (1499 rok). Paulus Czipser kartenmecher w 1500 roku przyjął prawo miejskie w Krakowie. Krakowski cech kartowników, contubernium chartariorum, powstał w 1532 roku, w 1558 kartownicy mieli swoje kramy na smatruzie, statut cechu kartowników przyjęto w 1577 roku. Kartownicy, iglarze i grzebieniarze krakowscy bronili od XVII wieku własnej baszty. Zachowały się wklejone w oprawy książek odbitki kart wykonane w 1595 roku przez krakowianina Marcina Skorupkę i wzory krakowskich kart anonimowego autora z XVI wieku.
Gra w karty rozpowszechniła się w Polsce w połowie XVI wieku, karty były popularne nawet u chłopów. W Krakowie w tym stuleciu działało około 50 kartowników, w Poznaniu w XVI w było 42 kartowników. Pod koniec XVI wieku powstał tam cech tych rzemieślników. W 1559 roku firma, produkująca papier i karty pod Poznaniem, zatrudniała kartowników według przywileju gdańszczanina Michała Eldsnera. Karty przeznaczone dla polskich klientów wykonywano w XVI wieku także na czeskim wówczas Śląsku. We Wrocławiu pierwsi kartownicy odnotowani zostali podobnie, jak w Krakowie, pod koniec XV wieku. Cechy kartowników istniały we Wrocławiu i w Świdnicy. Oprócz Krakowa i Poznania w XVI wieku kartownicy działali w Warszawie, Lwowie, Wilnie, Lublinie, Toruniu, Krośnie. W 1647 roku w Kielcach działał cech prasołów, gwarków, górników, piwowarów, piekarzy i kartowników. W XVII wieku w Wilnie produkowano karty w papierni Śmiałowskiego, w Warszawie w 1665 działała Fabryka Kart Krajowa Du Porta.
W XVIII wieku funkcjonowało w Polsce wiele firm kartowniczych, najprawdopodobniej związanych z papierniami. W Warszawie firma Rafałowicza, później Willinga (Willinka) i Rafałowicza, produkowała karty polskie (36 w talii) i francuskie (52 w talii), w Krasławiu w guberni witebskiej działała fabryka Konstantego Ludwika Platera. Firmy kartownicze istniały też w Lesznie, w Krakowie było przedsiębiorstwo niejakiego Burgona, w Grodnie – Królewska Fabryka Kart zarządzana przez Tyzenhauza oraz w Jeziornie. W latach 80. XVIII wieku karty wytwarzała w Oranach na Wileńszczyźnie fabryka kart Józefa Perla, dawniej rytownika kart w Grodnie. Józef Perl, syn kartownika i jednocześnie chorążego wojsk koronnych Franciszka, produkował karty do gry i bilety wizytowe, papier sprowadzał z Królewca. Karty z XVIII wieku, nawet te importowane z wytwórni paryskich, konkurowały o polskich klientów dobrym projektem, patriotycznymi ilustracjami, nakładem i jakością.
W XIX wieku, po zmianach prawa cechowego, drukowano w Wilnie karty francuskie z rysunkami malarza Jana Rustema, rytowane przez Bogumiła Kislinga. Działająca w XIX wieku w Warszawie fabryka kart Gottiego i Baumanna drukowała karty z patriotycznymi ilustracjami według projektu Jana Feliksa Piwarskiego. W okresie międzywojennym i później karty produkowało wiele wytwórni i firm w Polsce, jednak zawód kartownika zniknął w XIX wieku.
W XVIII wieku słowo „kartownik” (w wersji żeńskiej „kartowniczka”) oznaczało także karciarza, gracza w karty albo szulera.